# Adolph Grünwald

Gebäude der Familie Grünwald an der Kaiserstr. 40 rechts

Adolph Grünwald (* 22. Mai 1840 in Affaltrach; † 1925 in Heilbronn) war ein erfolgreicher Kaufmann, Bauherr und Kunstsammler jüdischen Glaubens.

## Leben
Adolph Grünwald besuchte in den fünfziger Jahren des 19. Jahrhunderts Verwandte in Amerika und blieb dort, meist in Cincinnati, bis 1861. Heimgekehrt, gründete er 1862 die Manufakturenfirma Adolph Grünwald am Kieselmarkt in Heilbronn. Das Haus wurde später abgerissen und durch das Schwarz’sche Kaufhaus ersetzt. Adolph Grünwald war ein hochgebildeter, weitgereister Mann, der eine große Bibliothek in englischer und deutscher Sprache besaß.

## Baugeschichte
Der Familie Grünwald gehörte das Haus Kaiserstraße 27, Ecke Schulgasse, ferner das Haus an der Kaiserstraße mit dem Schild Hofbräu, sowie das längliche Haus hinter Kaiserstraße 40 (später Landauer), das von Beutinger erbaut wurde.

## Kunstsammler
Adolph Grünwald konzentrierte sich auf Gegenstände der Silberschmiedekunst des 15. bis 18. Jahrhunderts und sammelte unter anderem Becher, Gefäße und Schalen Nürnberger und Augsburger Meister; des Weiteren auch Leuchter und jüdische Kultgegenstände, die später zum Inventar der Synagogengemeinde zählten. Hofrat Peter Bruckmann lieh öfter Gegenstände bei ihm aus, um sie in seiner Fabrik zu kopieren, wie einen Zopfstil-Leuchter und andere Dinge. Einen zweiten Sammelschwerpunkt bildeten gotische Holzfiguren. Zu diesen zählen eine Heilige aus der Schule Tilman Riemenschneiders und ein kleiner Altar vom Meister von Biberach. Des Weiteren sammelte er Bilder des 15. Jahrhunderts, so eines des Meisters von Crailsheim, einen Hans Baldung Grien und auch ein Männerportrait von Niklas Kremer.